# Fuglebeskyttelsesområde
Fuglebeskyttelsesområder er særlige naturområder, der skal hjælpe til at opretholde og sikre levestederne for ynglefugle, rastepladser for fugletrækket og overvintringssteder for vintergæster og standfugle. Ordningen er baseret på EUs
fuglebeskyttelsesdirektiv fra 1979 og udgør sammen med habitatområderne den danske indsats i NATURA 2000, der forvaltes af By- og Landskabsstyrelsen under Miljøministeriet.
Danmark har udpeget 124 fuglebeskyttelsesområder, hvoraf de største findes på havet, især langs kysterne, hvor også strandenge eller andre naturarealer indgår. Hvert område er udpeget for at beskytte bestemte fuglearter. Alle 27 danske ramsarområder, der er udpeget af hensyn til vandfugle, indgår i fuglebeskyttelsesområderne.
Fuglebeskyttelsesområderne har et samlet areal på ca. 14.700 km², hvoraf  ca. 12.100 km² (ca. 82 %) ligger på havet og ca. 2.600 km² på land. 